# Présidence de Barack Obama
44e président des États-Unis
Présidence de George W. Bush Première présidence de Donald Trump
La présidence de Barack Obama débute le 20 janvier 2009, date de l'investiture de Barack Obama en tant que 44e président des États-Unis, et s'achève le 20 janvier 2017, après l'élection présidentielle de 2016 à laquelle il ne peut participer, ayant effectué deux mandats.
Barack Obama succède à George W. Bush et met en place l'administration Obama, remplaçant une grande partie des hauts fonctionnaires de l'ancien gouvernement. À son arrivée au pouvoir, son gouvernement doit en particulier faire face à la crise économique provoquée par la crise des subprimes, à la guerre d'Afghanistan et aux relations des États-Unis avec les pays musulmans — il marque celles-ci par son discours du Caire du 4 juin 2009. Dès les premiers jours de son mandat, il annonce symboliquement la fermeture du camp de Guantanamo, non encore réalisée dans les faits à ce jour, les prisonniers étant évacués de façon espacée ou jugés trop dangereux pour quitter le site. 
Sur le plan intérieur, les États-Unis retrouvent une croissance économique forte, approchant du plein emploi en réduisant le chômage sous les 5 %, tandis qu'Obama fait adopter une réforme garantissant une couverture maladie à 95 % des Américains. La Cour suprême légalise en 2015 le mariage homosexuel dans les 50 États, ainsi qu'au sein de la capitale fédérale Washington, Obama y étant favorable. Le président tranche également avec son prédécesseur quant à l'application de la peine de mort : il y est fortement opposé, voulant la réserver aux crimes de haine, aux infanticides et aux terroristes. 
Après avoir bénéficié d'un Congrès à forte majorité démocrate durant les deux premières années de son mandat, il fait face à un Congrès politiquement partagé durant les quatre années suivantes, avec une Chambre des représentants à large domination républicaine et un Sénat à majorité démocrate réduite. Lors des deux dernières années de son mandat, les républicains contrôlent les deux chambres du Parlement.

## Composition du gouvernement

### Vice-président
| Rang | Fonction       | Titulaire | Titulaire | Parti | Parti     | Mandat                                    |
| ---- | -------------- | --------- | --------- | ----- | --------- | ----------------------------------------- |
| 1    | Vice-président | Joe Biden |           |       | Démocrate | 20 janvier 2009 - 20 janvier 2017 (8 ans) |

### Membres du cabinet
| Rang | Fonction                                          | Titulaire                 | Titulaire | Parti | Parti       | Mandat                                                          |
| ---- | ------------------------------------------------- | ------------------------- | --------- | ----- | ----------- | --------------------------------------------------------------- |
| 2    | Secrétaire d'État                                 | Hillary Clinton           |           |       | Démocrate   | 21 janvier 2009 - 1er février 2013 (4 ans et 11 jours)          |
| 2    | Secrétaire d'État                                 | John Kerry                |           |       | Démocrate   | 1er février 2013 - 20 janvier 2017 (3 ans, 11 mois et 19 jours) |
| 3    | Secrétaire du Trésor                              | Timothy Geithner          |           |       | Démocrate   | 26 janvier 2009 - 25 janvier 2013 (3 ans, 11 mois et 30 jours)  |
| 3    | Secrétaire du Trésor                              | Neal Wolin (intérim)      |           |       | Démocrate   | 25 janvier 2013 - 28 février 2013 (1 mois et 3 jours)           |
| 3    | Secrétaire du Trésor                              | Jacob Lew                 |           |       | Démocrate   | 28 février 2013 - 20 janvier 2017 (3 ans, 10 mois et 23 jours)  |
| 4    | Secrétaire à la Défense                           | Robert Gates              |           |       | Indépendant | 18 décembre 2006 - 1er juillet 2011 (4 ans, 6 mois et 13 jours) |
| 4    | Secrétaire à la Défense                           | Leon Panetta              |           |       | Démocrate   | 1er juillet 2011 - 27 février 2013 (1 an, 7 mois et 26 jours)   |
| 4    | Secrétaire à la Défense                           | Chuck Hagel               |           |       | Républicain | 27 février 2013 - 17 février 2015 (1 an, 11 mois et 21 jours)   |
| 4    | Secrétaire à la Défense                           | Ashton Carter             |           |       | Démocrate   | 17 février 2015 - 20 janvier 2017 (1 an, 11 mois et 3 jours)    |
| 5    | Procureur général                                 | Eric Holder               |           |       | Démocrate   | 3 février 2009 - 27 avril 2015 (6 ans, 2 mois et 24 jours)      |
| 5    | Procureur général                                 | Loretta Lynch             |           |       | Démocrate   | 27 avril 2015 - 20 janvier 2017 (1 an, 8 mois et 24 jours)      |
| 6    | Secrétaire à l'Intérieur                          | Ken Salazar               |           |       | Démocrate   | 20 janvier 2009 - 12 avril 2013 (4 ans, 2 mois et 23 jours)     |
| 6    | Secrétaire à l'Intérieur                          | Sally Jewell              |           |       | Démocrate   | 12 avril 2013 - 20 janvier 2017 (3 ans, 9 mois et 8 jours)      |
| 7    | Secrétaire à l'Agriculture                        | Tom Vilsack               |           |       | Démocrate   | 21 janvier 2009 - 13 janvier 2017 (7 ans, 11 mois et 23 jours)  |
| 7    | Secrétaire à l'Agriculture                        | Michael Scuse (intérim)   |           |       | Indépendant | 13 janvier 2017 - 20 janvier 2017 (7 jours)                     |
| 8    | Secrétaire au Commerce                            | Gary Locke                |           |       | Démocrate   | 26 mars 2009 - 1er août 2011 (2 ans, 4 mois et 6 jours)         |
| 8    | Secrétaire au Commerce                            | Rebecca Blank (intérim)   |           |       | Démocrate   | 1er août 2011 - 21 octobre 2011 (2 mois et 20 jours)            |
| 8    | Secrétaire au Commerce                            | John Bryson               |           |       | Démocrate   | 21 octobre 2011 - 21 juin 2012 (8 mois)                         |
| 8    | Secrétaire au Commerce                            | Rebecca Blank (intérim)   |           |       | Démocrate   | 21 juin 2012 - 26 juin 2013 (1 an et 5 jours)                   |
| 8    | Secrétaire au Commerce                            | Penny Pritzker            |           |       | Démocrate   | 26 juin 2013 - 20 janvier 2017 (3 ans, 6 mois et 25 jours)      |
| 9    | Secrétaire au Travail                             | Hilda Solis               |           |       | Démocrate   | 24 février 2009 - 22 janvier 2013 (3 ans, 10 mois et 29 jours)  |
| 9    | Secrétaire au Travail                             | Seth Harris (intérim)     |           |       | Démocrate   | 22 janvier 2013 - 23 juillet 2013 (6 mois et 1 jour)            |
| 9    | Secrétaire au Travail                             | Thomas Perez              |           |       | Démocrate   | 23 juillet 2013 - 20 janvier 2017 (3 ans, 5 mois et 28 jours)   |
| 10   | Secrétaire à la Santé et aux services sociaux     | Kathleen Sebelius         |           |       | Démocrate   | 28 avril 2009 - 9 juin 2014 (5 ans, 1 mois et 12 jours)         |
| 10   | Secrétaire à la Santé et aux services sociaux     | Sylvia Mathews Burwell    |           |       | Démocrate   | 9 juin 2014 - 20 janvier 2017 (2 ans, 7 mois et 11 jours)       |
| 11   | Secrétaire au Logement et au Développement urbain | Shaun Donovan             |           |       | Démocrate   | 26 janvier 2009 - 28 juillet 2014 (5 ans, 6 mois et 2 jours)    |
| 11   | Secrétaire au Logement et au Développement urbain | Julián Castro             |           |       | Démocrate   | 28 juillet 2014 - 20 janvier 2017 (2 ans, 5 mois et 23 jours)   |
| 12   | Secrétaire aux Transports                         | Ray LaHood                |           |       | Républicain | 23 janvier 2009 - 2 juillet 2013 (4 ans, 5 mois et 9 jours)     |
| 12   | Secrétaire aux Transports                         | Anthony Foxx              |           |       | Démocrate   | 2 juillet 2013 - 20 janvier 2017 (3 ans, 6 mois et 18 jours)    |
| 13   | Secrétaire à l'Énergie                            | Steven Chu                |           |       | Indépendant | 21 janvier 2009 - 22 mars 2013 (4 ans, 2 mois et 1 jour)        |
| 13   | Secrétaire à l'Énergie                            | Daniel Poneman (intérim)  |           |       | Démocrate   | 22 mars 2013 - 21 mai 2013 (1 mois et 29 jours)                 |
| 13   | Secrétaire à l'Énergie                            | Ernest Moniz              |           |       | Démocrate   | 21 mai 2013 - 20 janvier 2017 (3 ans, 7 mois et 30 jours)       |
| 14   | Secrétaire à l'Éducation                          | Arne Duncan               |           |       | Démocrate   | 21 janvier 2009 - 31 décembre 2015 (6 ans, 11 mois et 10 jours) |
| 14   | Secrétaire à l'Éducation                          | John King, Jr.            |           |       | Démocrate   | 1er janvier 2016 - 20 janvier 2017 (1 an et 19 jours)           |
| 15   | Secrétaire aux Anciens combattants                | Eric Shinseki             |           |       | Indépendant | 21 janvier 2009 - 30 mai 2014 (5 ans, 4 mois et 9 jours)        |
| 15   | Secrétaire aux Anciens combattants                | Sloan D. Gibson (intérim) |           |       | Indépendant | 30 mai 2014 - 30 juillet 2014 (2 mois)                          |
| 15   | Secrétaire aux Anciens combattants                | Robert A. McDonald        |           |       | Républicain | 30 juillet 2014 - 20 janvier 2017 (2 ans, 5 mois et 21 jours)   |
| 16   | Secrétaire à la Sécurité intérieure               | Janet Napolitano          |           |       | Démocrate   | 21 janvier 2009 - 6 septembre 2013 (4 ans, 7 mois et 16 jours)  |
| 16   | Secrétaire à la Sécurité intérieure               | Rand Beers (intérim)      |           |       | Démocrate   | 6 septembre 2013 - 23 décembre 2013 (3 mois et 17 jours)        |
| 16   | Secrétaire à la Sécurité intérieure               | Jeh Johnson               |           |       | Démocrate   | 23 décembre 2013 - 20 janvier 2017 (3 ans et 28 jours)          |

### Postes de gouvernement ayant rang au cabinet
Sept postes officiels ont rang au cabinet, ce qui signifie qu'ils sont autorisés à assister aux réunions du cabinet, mais ne sont pas des ministres (Secretary) responsables d'un ministère (Department) et ils n’entrent pas dans la ligne de succession présidentielle des États-Unis.
| Rang | Fonction                                                    | Titulaire                         | Titulaire | Parti | Parti     | Mandat                                                         |
| ---- | ----------------------------------------------------------- | --------------------------------- | --------- | ----- | --------- | -------------------------------------------------------------- |
| 17   | Chef de cabinet de la Maison-Blanche                        | Rahm Emanuel                      |           |       | Démocrate | 20 janvier 2009 - 1er octobre 2010 (1 an, 8 mois et 11 jours)  |
| 17   | Chef de cabinet de la Maison-Blanche                        | Pete Rouse (intérim)              |           |       | Démocrate | 1er octobre 2010 - 13 janvier 2011 (3 mois et 12 jours)        |
| 17   | Chef de cabinet de la Maison-Blanche                        | William Daley                     |           |       | Démocrate | 13 janvier 2011 - 27 janvier 2012 (1 an et 14 jours)           |
| 17   | Chef de cabinet de la Maison-Blanche                        | Jacob Lew                         |           |       | Démocrate | 27 janvier 2012 - 25 janvier 2013 (11 mois et 29 jours)        |
| 17   | Chef de cabinet de la Maison-Blanche                        | Denis McDonough                   |           |       | Démocrate | 25 janvier 2013 - 20 janvier 2017 (3 ans, 11 mois et 26 jours) |
| 18   | Administrateur de l'Agence de protection de l'environnement | Lisa Jackson                      |           |       | Démocrate | 23 janvier 2009 - 19 février 2013 (4 ans et 27 jours)          |
| 18   | Administrateur de l'Agence de protection de l'environnement | Bob Persisepe (en) (intérim)      |           |       | Démocrate | 19 février 2013 - 18 juillet 2013 (4 mois et 29 jours)         |
| 18   | Administrateur de l'Agence de protection de l'environnement | Gina McCarthy                     |           |       | Démocrate | 18 juillet 2013 - 20 janvier 2017 (3 ans, 6 mois et 2 jours)   |
| 19   | Directeur du Bureau de la gestion et du budget              | Peter Orszag                      |           |       | Démocrate | 20 janvier 2009 - 30 janvier 2010 (1 an et 10 jours)           |
| 19   | Directeur du Bureau de la gestion et du budget              | Jeffrey Zients (en) (intérim)     |           |       | Démocrate | 30 janvier 2010 - 18 novembre 2010 (9 mois et 19 jours)        |
| 19   | Directeur du Bureau de la gestion et du budget              | Jacob Lew                         |           |       | Démocrate | 18 novembre 2010 - 27 janvier 2012 (1 an, 2 mois et 9 jours)   |
| 19   | Directeur du Bureau de la gestion et du budget              | Jeffrey Zients (en) (intérim)     |           |       | Démocrate | 27 janvier 2012 - 24 avril 2013 (1 an, 2 mois et 28 jours)     |
| 19   | Directeur du Bureau de la gestion et du budget              | Sylvia Mathews Burwell            |           |       | Démocrate | 24 avril 2013 - 9 juin 2014 (1 an, 1 mois et 16 jours)         |
| 19   | Directeur du Bureau de la gestion et du budget              | Brian Deese (en) (intérim)        |           |       | Démocrate | 9 juin 2014 - 28 juillet 2014 (1 mois et 19 jours)             |
| 19   | Directeur du Bureau de la gestion et du budget              | Shaun Donovan                     |           |       | Démocrate | 28 juillet 2014 - 20 janvier 2017 (2 ans, 5 mois et 23 jours)  |
| 20   | Représentant au commerce                                    | Ron Kirk                          |           |       | Démocrate | 18 mars 2009 - 15 mars 2013 (3 ans, 11 mois et 25 jours)       |
| 20   | Représentant au commerce                                    | Demetrios Marantis (en) (intérim) |           |       | Démocrate | 15 mars 2013 - 23 mai 2013 (2 mois et 8 jours)                 |
| 20   | Représentant au commerce                                    | Miriam Sapiro (en) (intérim)      |           |       | Démocrate | 23 mai 2013 - 21 juin 2013 (29 jours)                          |
| 20   | Représentant au commerce                                    | Michael Froman                    |           |       | Démocrate | 21 juin 2013 - 20 janvier 2017 (3 ans, 6 mois et 30 jours)     |
| 21   | Ambassadeur aux Nations unies                               | Susan Rice                        |           |       | Démocrate | 22 janvier 2009 - 1er juillet 2013 (4 ans, 5 mois et 9 jours)  |
| 21   | Ambassadeur aux Nations unies                               | Rosemary DiCarlo (intérim)        |           |       | Démocrate | 1er juillet 2013 - 1er août 2013 (1 mois)                      |
| 21   | Ambassadeur aux Nations unies                               | Samantha Power                    |           |       | Démocrate | 2 août 2013 - 20 janvier 2017 (3 ans, 5 mois et 18 jours)      |
| 22   | Président du Council of Economic Advisers                   | Christina Romer                   |           |       | Démocrate | 28 janvier 2009 - 3 septembre 2010 (1 an, 7 mois et 6 jours)   |
| 22   | Président du Council of Economic Advisers                   | Austan Goolsbee                   |           |       | Démocrate | 9 septembre 2010 - 5 août 2011 (10 mois et 27 jours)           |
| 22   | Président du Council of Economic Advisers                   | Alan Krueger                      |           |       | Démocrate | 7 novembre 2011 - 2 août 2013 (1 an, 8 mois et 26 jours)       |
| 22   | Président du Council of Economic Advisers                   | Jason Furman                      |           |       | Démocrate | 2 août 2013 - 20 janvier 2017 (3 ans, 5 mois et 18 jours)      |
| 23   | Administrateur de la Small Business Administration          | Karen Mills (en)                  |           |       | Démocrate | 6 avril 2009 - 1er septembre 2013 (4 ans, 4 mois et 26 jours)  |
| 23   | Administrateur de la Small Business Administration          | Jeanne Hulit (en) (intérim)       |           |       | Démocrate | 1er septembre 2013 - 7 février 2014 (5 mois et 6 jours)        |
| 23   | Administrateur de la Small Business Administration          | Marianne Markowitz (en) (intérim) |           |       | Démocrate | 7 février 2014 - 7 avril 2014 (2 mois)                         |
| 23   | Administrateur de la Small Business Administration          | Maria Contreras-Sweet (en)        |           |       | Démocrate | 7 avril 2014 - 20 janvier 2017 (2 ans, 9 mois et 13 jours)     |

### Autres postes d'importance n'ayant pas rang au cabinet
| Fonction                                          | Titulaire                    | Titulaire | Parti | Parti        | Mandat                                                         |
| ------------------------------------------------- | ---------------------------- | --------- | ----- | ------------ | -------------------------------------------------------------- |
| Directrice du Conseil de politique intérieure     | Melody Barnes                |           |       | Démocrate    | 20 janvier 2009 - 2 janvier 2012 (2 ans, 11 mois et 13 jours)  |
| Directrice du Conseil de politique intérieure     | Cecilia Muñoz                |           |       | Démocrate    | 10 janvier 2012 - 20 janvier 2017 (5 ans et 10 jours)          |
| Directeur des services de renseignement américain | Dennis Blair                 |           |       | Indépendant  | 29 janvier 2009 - 28 mai 2010 (1 an, 3 mois et 29 jours)       |
| Directeur des services de renseignement américain | David Gompert (en) (intérim) |           |       | Indépendant  | 28 mai 2010 - 5 août 2010 (2 mois et 8 jours)                  |
| Directeur des services de renseignement américain | James R. Clapper             |           |       | Indépendant  | 5 août 2010 - 20 janvier 2017 (6 ans, 5 mois et 15 jours)      |
| Directeur du Conseil de sécurité nationale        | John O. Brennan              |           |       | Indépendant  | 20 janvier 2009 - 8 mars 2013 (4 ans, 1 mois et 16 jours)      |
| Directeur du Conseil de sécurité nationale        | Lisa Monaco (en)             |           |       | Indépendante | 8 mars 2013 - 20 janvier 2017 (3 ans, 10 mois et 12 jours)     |
| Directeur de la Central Intelligence Agency       | Leon Panetta                 |           |       | Démocrate    | 13 février 2009 - 30 juin 2011 (2 ans, 4 mois et 17 jours)     |
| Directeur de la Central Intelligence Agency       | Michael Morell (intérim)     |           |       | Indépendant  | 1er juillet 2011 - 6 septembre 2011 (2 mois et 5 jours)        |
| Directeur de la Central Intelligence Agency       | David Petraeus               |           |       | Indépendant  | 6 septembre 2011 - 9 novembre 2012 (1 an, 2 mois et 3 jours)   |
| Directeur de la Central Intelligence Agency       | Michael Morell (intérim)     |           |       | Indépendant  | 9 novembre 2012 - 8 mars 2013 (3 mois et 27 jours)             |
| Directeur de la Central Intelligence Agency       | John O. Brennan              |           |       | Indépendant  | 8 mars 2013 - 20 janvier 2017 (3 ans, 10 mois et 12 jours)     |
| Conseiller à la sécurité nationale                | James L. Jones               |           |       | Indépendant  | 20 janvier 2009 - 8 octobre 2010 (1 an, 8 mois et 18 jours)    |
| Conseiller à la sécurité nationale                | Thomas E. Donilon            |           |       | Démocrate    | 8 octobre 2010 - 30 juin 2013 (2 ans, 8 mois et 22 jours)      |
| Conseiller à la sécurité nationale                | Susan Rice                   |           |       | Démocrate    | 1er juillet 2013 - 20 janvier 2017 (3 ans, 6 mois et 19 jours) |
| Porte-parole de la Maison-Blanche                 | Robert Gibbs                 |           |       | Démocrate    | 20 janvier 2009 - 11 février 2011 (2 ans et 22 jours)          |
| Porte-parole de la Maison-Blanche                 | Jay Carney                   |           |       | Démocrate    | 11 février 2011 - 20 juin 2014 (3 ans, 4 mois et 9 jours)      |
| Porte-parole de la Maison-Blanche                 | Josh Earnest                 |           |       | Démocrate    | 20 juin 2014 - 20 janvier 2017 (2 ans et 7 mois)               |

## Second mandat
Au début de son second mandat, Obama a annoncé plusieurs réformes en faveur de la classe moyenne, appelées « Grand Bargain » et inspirées du New Deal de Roosevelt, comme la réduction des taxes professionnelle et d'incitation à l'embauche ; pour ce faire, il multiplie les déplacements dans les États du pays, mais avec un succès mitigé.
Bien que la popularité de Barack Obama soit toujours restée relativement haute pour un président américain, celle-ci a subi plusieurs déconvenues au cours de ses deux mandats et particulièrement au cours du second. En effet, après le ressenti d’un manque de résultats à la suite de sa réélection en 2012, la popularité du président a flanché plus d’une fois. Mais c’est en 2015, grâce à de bons résultats généraux de sa politique de relance, à l'économie forte retrouvée par les États-Unis, au taux de chômage proche du plein emploi, à la validation de son système de sécurité sociale visant à protéger les américains contre les coûts des soins hospitalier, à la légalisation du mariage homosexuel sur l'ensemble du territoire américain ainsi qu'à l'obtention du pouvoir de négocier sa loi sur le libre-échange avec le reste du monde que Barack Obama retrouve une forte popularité aux États-Unis,.

## Calendrier électoral
En novembre 2010 ont lieu les élections de mi-mandat sur fond de crise économique, de chômage, de popularité en berne des démocrates et de la montée du mouvement des Tea Party. Les élections à la Chambre des représentants des États-Unis de 2010 se soldent par un renversement de majorité et une large victoire républicaine (52,5 % des voix et 56 % des sièges). Les élections sénatoriales américaines de 2010 permettent au contraire le maintien de la majorité démocrate (51 sièges + 2 indépendants assimilés) mais la réduisent de 6 sièges.
Le 112e Congrès des États-Unis est inauguré le 5 janvier 2011. Il marque alors le début d'une cohabitation entre Barack Obama et la majorité républicaine de la Chambre des représentants. Au 113e Congrès, les démocrates conservent leur majorité au Sénat, mais les deux chambres sont républicaines lors du 114e Congrès courant jusqu'au 3 janvier 2017.